# Francesco Dillon
Francesco Dillon (* 7. Juli 1973 in Turin) ist ein italienischer Cellist und Musikpädagoge.
Dillon studierte in Florenz Cello bei Andrea Nannoni. Er setzte seine Ausbildung bei Anner Bijlsma, Mario Brunello, David Geringas und Mstislaw Rostropovich fort und studierte Komposition bei Salvatore Sciarrino. 1993 wurde er Mitglied des Quartetto Prometeo (mit den Geigern Giulio Rovighi und Aldo Campagnari und der Bratschistin Danusha Waskiewicz). Weiterhin ist er Mitglied des Ensembles Alter Ego, mit dem er weltweit bei Festivals der Neuen Musik auftritt.
Zu Dillons kammermusikalischen Partnern zählen u. a. Irvine Arditti, Mario Brunello, Giuliano Carmignola, Piero Farulli, Veronika Hagen, Alexander Lonquich, Enrico Pace und Jean-Guihen Queyras. Sein Interesse für zeitgenössische Musik führte zur Zusammenarbeit u. a. mit Gavin Bryars, Ivan Fedele, Luca Francesconi, Stefano Gervasoni, Philip Glass, Vinko Globokar, Sofia Gubaidulina, Jonathan Harvey, Toshio Hosokawa, Giya Kancheli, Alexander Knaifel, Helmut Lachenmann, David Lang, Alvin Lucier, Arvo Pärt, Henri Pousseur, Steve Reich, Fausto Romitelli, Kaija Saariaho und Salvatore Sciarrino, dem Elektromusik-Projekt Pan Sonic, der Band Matmos, William Basinski und John Zorn.
Als Solist trat Dillon in bedeutenden europäischen Konzerthäusern auf (u. a. Concertgebouw, Berliner Philharmonie, Herkulessaal, Laeiszhalle) und spielte Aufnahmen bei Labels wie ECM Records, Stradivarius und Paladino music ein. Unter anderem nahm er Salvatore Sciarrinos Variations und Giacinto Celsis Ballata auf und mit dem Pianisten Emanuele Torquati drei CDs mit seltenen Werken Robert Schumanns und sämtlichen Cellowerken Franz Liszts. Als Lehrer wirkte Dillon u. a. an der Accademia Chigiana in Siena, am Royal College of Music in London, an der Franz-Liszt-Musikakademie in Budapest, am Moskauer Konservatorium, an der University of the Pacific und der Manchester University.